# Alfabeto montenegrino
Alfabeto montenegrino es el nombre oficial dado tanto al Abeceda, alfabeto latino montenegrino; como al Азбука, azbuka, alfabeto cirílico montenegrino, los dos sistemas de escritura utilizados para escribir el idioma montenegrino. Fueron adoptados el 9 de junio de 2009 por el Ministro de Educación de Montenegro, Sreten Škuletić y reemplazó el alfabetos cirílico serbio y el alfabeto latino de Gaj que estaban en uso en ese momento. El alfabeto montenegrino en ambas variantes añade dos letras a los sistema que le precedieron.
Aunque los alfabetos latino y cirílico gozan del mismo estatus bajo la Constitución de Montenegro, el gobierno y los defensores del idioma montenegrino prefieren usar el alfabeto latino ; que además se usa mucho más en todos los aspectos de la comunicación escrita cotidiana en el país, como en educación, publicidad y medios.

## Historia
Los esfuerzos para crear un alfabeto montenegrino basado en caracteres latinos se remontan al menos a la Primera Guerra Mundial, cuando se publicó un periódico en Cetiña que usaba caracteres latinos y cirílicos.

## Alfabeto latino
El alfabeto latino montenegrino (montenegrino : crnogorska latinica / црногорска латиница, crnogorska abeceda / црногорска абецеда o crnogorski alfabet / црногорски алфабет) se utiliza para escribir el idioma montenegrino en escritura latina.
- Abeceda: A B C Č Ć D Dž Đ E F G H I J K L Lj M N Nj O P R S Š Ś T U V Z Ž Ź

Utiliza la mayoría de las letras del alfabeto latino básico, con la excepción de Q, W, X e Y, que solo se utilizan para escribir nombres comunes o propios tomados de idiomas extranjeros.
El alfabeto latino montenegrino se basa en el alfabeto latino de Gaj, con la adición de las letras Ś y Ź, que reemplazan los pares SJ y ZJ (anacrónicamente considerados como dígrafos). Estas adiciones son paralelas a las dos letras del alfabeto cirílico montenegrino que no se encuentran en serbio, С́ y З́, y también podrían representarse en los alfabetos originales como sj y zj, y сj y зj, respectivamente. Debido a que estos dos glifos latinos ya existen en el alfabeto polaco, pero no cirílico que deben crearse mediante combinación de caracteres, proporciona un incentivo adicional para preferir el sistema latino al cirílico.
Al basarse en el alfabeto de Gaj toma las mismas letras latinas extendidas (el acento agudo o el caron, sobre C, S y Z), y una consonante base suplementaria Đ, necesarias para mostrar las distinciones fonéticas, en particular, para preservar las distinciones que estaban presentes en la escritura cirílica con la que también se ha escrito durante mucho tiempo el idioma montenegrino, cuando aún estaba unificado en la antigua Yugoslavia dentro del idioma serbocroata escrito.

### Dígrafos
El alfabeto también incluye algunos dígrafos construidos a partir de los caracteres anteriores (que se consideran como letras individuales a efectos de colación): Dž, Nj y Lj.

## Alfabeto cirílico
El alfabeto cirílico montenegrino (en montenegrino: црногорска ћирилица   / crnogorska ćirilica o црногорска азбука / crnogorska azbuka) es la escritura cirílica oficial del idioma montenegrino. Se utiliza en paralelo con la escritura latina.
- Azbuka: А Б В Г Д Ђ Е Ж З З́ И Ј К Л Љ М N Њ О П Р С С́ Т Ћ У Ф Х Ц Ч Џ Ш

Su primera versión fue desarrollada por Vojislav Nikčević en la década de 1970, quien era un disidente de la República Federativa Socialista de Yugoslavia y consideraba que el habla montenegrina merecía ser considerada como un idioma separado del serbocroata.
La versión moderna entró en uso oficial a principios de 2009 por el Ministerio de Educación bajo Sreten Škuletić. Se llamó Primera Ortografía Montenegrina, incluía un nuevo Diccionario Ortográfico y reemplazó la escritura cirílica serbia que era oficial hasta entonces. La ley que la promulgaba era parte componente del proceso de estandarización del idioma montenegrino, que comenzó a mediados de 2008 después de la adopción del montenegrino como idioma oficial de Montenegro.